# Batonaong
Batonaong is een bestuurslaag in het regentschap Bangkalan van de provincie Oost-Java, Indonesië. Batonaong telt 2881 inwoners (volkstelling 2010).